# Luc-sur-Orbieu
Luc-sur-Orbieu is een gemeente in het Franse departement Aude (regio Occitanie). De plaats maakt deel uit van het arrondissement Narbonne. Luc-sur-Orbieu telde op 1 januari 2022 1.159 inwoners.

## Geografie
De oppervlakte van Luc-sur-Orbieu bedroeg op 1 januari 2022 9,88 vierkante kilometer; de bevolkingsdichtheid was toen 117,3 inwoners per km². De Orbieu stroomt door de gemeente. Dit is de kronkelende benedenloop van de rivier, ongeveer 15 kilometer van de plaats waar die uitstroomt in de Aude.
De onderstaande kaart toont de ligging van Luc-sur-Orbieu met de belangrijkste infrastructuur en aangrenzende gemeenten.

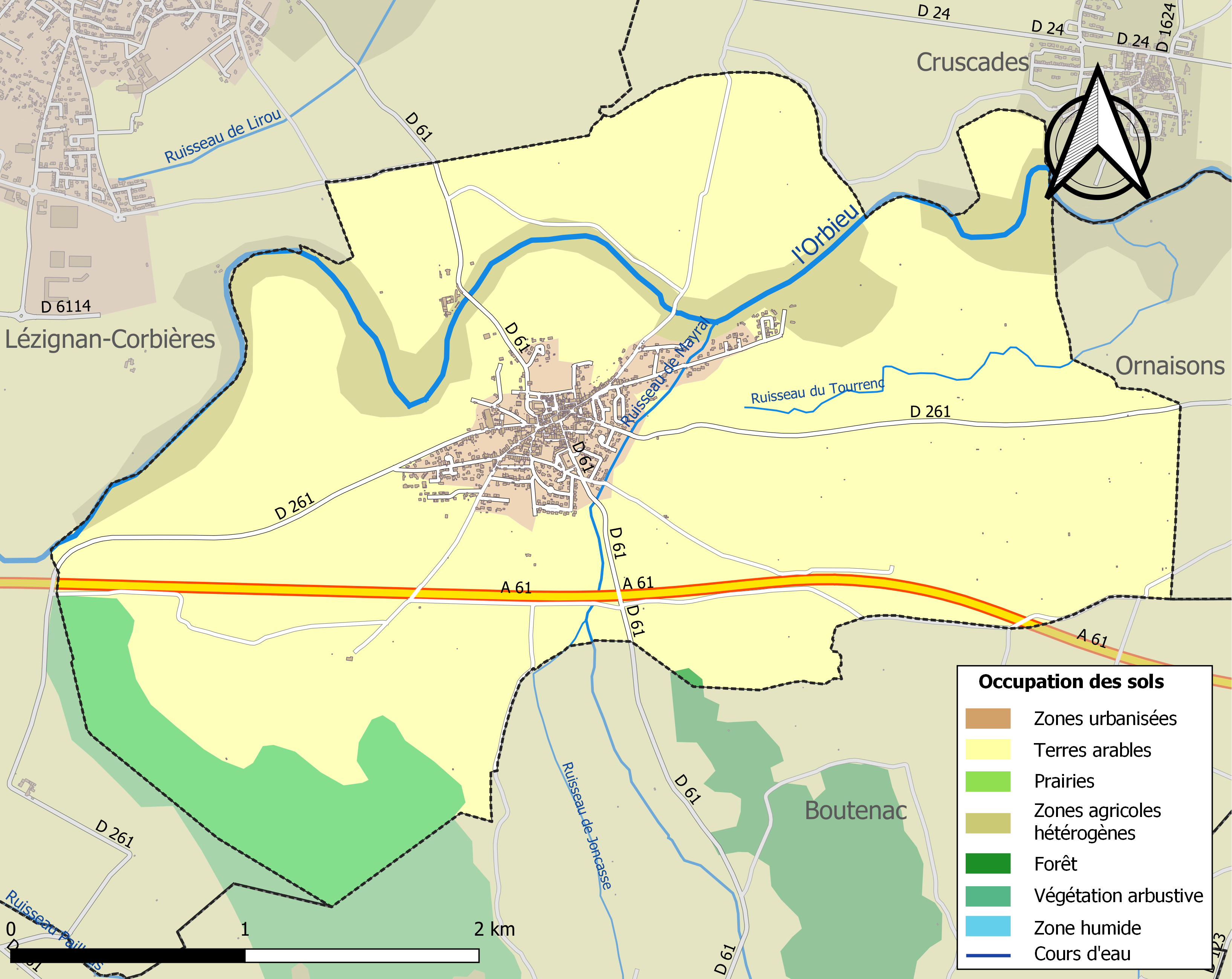

## Demografie
Onderstaande figuur toont het verloop van het inwonertal (bron: INSEE-tellingen).

Vanwege een beveiligingsprobleem met de MediaWiki Graph-software is het momenteel niet mogelijk deze grafiek weer te geven. Zodra de software is bijgewerkt zal de grafiek vanzelf weer zichtbaar worden.